# Fleurie
Fleurie é uma comuna francesa na região administrativa de Auvérnia-Ródano-Alpes, no departamento de Ródano. Estende-se por uma área de 13,94 km². Em 2010 a comuna tinha 1 297 habitantes (densidade: 93 hab./km²).